# Homespun: The Apple Venus Volume One Home Demos
Homespun: The Apple Venus Volume One Home Demos (1999) è la raccolta delle versioni dimostrative dell'album Apple Venus Volume 1 degli XTC.

## Il disco
Controparte dimostrativa dell'undicesimo album, pubblicato il 17 settembre 1999, contiene le cosiddette home demo registrate dai rispettivi autori nei loro studi casalinghi.

La versione in CD giapponese è provvista di un CD supplementare contenente tre brani dal titolo How Easter Theatre Came to Be, How Frivolous Tonight Came to Be e How I'd Like That Came to Be, in cui gli autori spiegano il processo creativo che ha portato alla nascita di alcuni brani.

La versione in CD "occidentale" è stata ripubblicata nel 2006 con una copertina diversa all'interno del cofanetto Apple Box.

## Tracce
Lato A
1. River of Orchids (Andy Partridge) – 4:10
2. I'd Like That (Partridge) – 4:47
3. Easter Theatre (Partridge) – 4:52
4. Knights in Shining Karma (Partridge) – 3:38
5. Frivolous Tonight (Colin Moulding) – 3:06

Lato B
1. Greenman (Partridge) – 6:01
2. Your Dictionary (Partridge) – 3:14
3. Fruit Nut (Moulding) – 2:44
4. I Can't Own Her (Partridge) – 5:06
5. Harvest Festival (Partridge) – 5:17
6. The Last Balloon (Partridge) – 5:17